# モラーニャ
モラーニャ（Moraña）は、スペイン、ガリシア州、ポンテベドラ県の自治体、コマルカ・デ・カルダスに属する。ガリシア統計局によると2009年の人口は、4,411人。
ガリシア語話者の自治体住民に占める割合は98.76％（2001年）。

## 地理
モラーニャはポンテベドラ県の北西部に位置し、コマルカ・デ・カルダスに属する。北がクンティスと、東がカンポ・ラメイロと、南がポンテベドラと、西がバーロ、ポルタス、カルダス・デ・レイスの各自治体と隣接している。

### 人口
| モラーニャの人口推移 1900－2010                         |
|                                                         |
| 出典:INE（スペイン国立統計局）1900年 - 1991年、1996年 - |

## 史跡
モラーニャのガルガタンス教区には、Lapa de Gargantáns（ガルガンタンスのラパ）と呼ばれる、新石器時代のものとされるメンヒルが残されている。高さは192cm、直径50cmで、形状は底部は四角形の円錐形である。表面には20ほどの椀状のくぼみがほられ、他にも鋭角状の穴や線状のものが施されている。

## 政治
自治体首長はガリシア社会党（PSdeG-PSOE）のホセ・A・エイラス・パス（José A. Eiras Paz）、自治体評議員はガリシア社会党：4、AEM：3、ガリシア国民党（PPdeG）：3、ガリシア民族主義ブロック（BNG）：1となっている（2007年自治体選挙結果）。

## 教区
モラーニャは9の教区に分けられる。
- アミル（サン・マメーデ）
- コソイラード（サンタ・マリーア）
- ガルガンタンス（サン・マルティーニョ）
- ラマス（サンタ・クルス）
- ラシェ（サン・マルティーニョ）
- レボン（サン・ペドロ）
- サイアンス（サン・サルバドール）
- サン・ロウレンソ・デ・モラーニャ（サン・ロウレンソ）
- サンタ・シュスタ・デ・モラーニャ（サンタ・シュスタ）